# Sauvagesia nitida
Sauvagesia nitida är en tvåhjärtbladig växtart som beskrevs av Daniela Cristina Zappi och E.Lucas. Sauvagesia nitida ingår i släktet Sauvagesia och familjen Ochnaceae. Inga underarter finns listade i Catalogue of Life.